# Kettil Axelsson (Tott)
Kettil (Kjeld) Axelsson (Tott) till Grubbe-Ordrup, död 1454, son till Axel Pedersen (Tott) i hans första giftermål med Cathrine Krognos, var en dansk riddare.
Kettil Axelsson blev riddare någon gång mellan den 3 augusti 1442 och 3 mars 1447, troligen under kung Kristofers danska kröning den 1 januari 1443 då 72 riddare dubbades.
Hans änka Mette Laurensdotter (Ulfeld) till Løjtved (Stenstrup socken, Sunds herred, Svendborg län på Fyn), levde ännu 1459. Hon var kanske enda dotter till Laurens Finnsson (Ulfeldt). Hon gifte om sig med riddaren Erik Eriksson (Løvenbalk) till Aunsbjerg och han hamnade 1458–1459 i en rättegång med Axelssönerna om arvet till sin frus första make. 